# アンフラマンス
アンフラマンス(仏: inframince)とは、物質界にいながら、可能なかぎり非物質界に近い、その寸前に留まることを指した言葉。英語ではインフラスィン(Infrathin)と訳している。

## 名称
「下の、下方の」という意味の接頭語「infra-」と、「薄い」という意味の形容詞「mince」を組み合わせたマルセル・デュシャンの死後に刊行された一群のメモの中に出てくる新造語。物理的な薄さ(マンス)をこえた(アンフラ)、いわば三次元と四次元、見える世界と見えない世界との間の、識閾ともいうべき領域を指すと思われる。
デュシャンは、影やクモの巣や穴のあいた薄い紙や容器の中の液体と側壁、また煙草の煙とそれを吐く口･･････といった実例の数々を列挙し、アンフラマンスというブラックホールのような言葉をこれらの<寓意>でもって囲い込もうとしている。

## 使用例
マルセル・デュシャンのメモは、「グリーン・ボックス」と「ホワイト・ボックス」と「1914年のボックス」、これはメモが三、四枚しかないのと、あとコダックのフィルムの箱に入っている1935年のメモ、死んでから発表された『マルセル・デュシャン・ノート』というメモ群が存在する。しかし「グリーン・ボックス」「ホワイト・ボックス」には「アンフラマンス」という言葉は一度も出てこない。
1945年、ニューヨークの『View』誌の裏表紙に、「煙草の煙と、それを吐く口と同じ臭いのとき、それはアンフラマンスにおいて結び付く」というメモの言葉が変わったレタリングで印刷されていた。